# 亚圉
亚圉（？—？），姬姓，是高圉的儿子，周部落首领。高圉死后，由亚圉继立。
盘庚十九年，盘庚册命邠侯亚圉。高圉死后，被商王追命，褒称其德。
亚圉死后，由儿子公叔祖类继立。